# Raema Lisa Rumbewas
Raema Lisa Rumbewas (* 10. September 1980 in Jakarta; † 14. Januar 2024 in Jayapura) war eine indonesische Gewichtheberin.

## Karriere
Raema Lisa Rumbewas gewann jeweils eine Silbermedaille bei den Olympischen Sommerspielen 2000 in der Kategorie bis 48 kg mit einer Gesamtleistung von 185 kg und bei den Olympischen Sommerspielen 2004 in der Kategorie bis 53 kg mit 210 kg. 2000 war sie zunächst Drittplatzierte und rückte nach der Disqualifikation der ursprünglichen Siegerin Isabela Dragnewa auf den Silberplatz nach. Sie gewann die Silbermedaille bei den Weltmeisterschaften 2006 in der Gewichtsklasse bis 53 kg mit 210 kg.
Sie nahm an den Olympischen Sommerspielen 2008 teil, wobei sie Bronze in der Kategorie bis 53 kg mit einer Gesamtleistung von 206 kg gewann. Die Medaille wurde ihr allerdings erst acht Jahre später mit der nachträglichen Disqualifikation der Belarussin Anastassija Nowikawa zugesprochen. Rumbewas war im Wettbewerb hinter Nowikawa zunächst Vierte. Bei 2016 durchgeführten Nachtestungen wurde die Belarussin jedoch des Dopings überführt und ihr Ergebnis annulliert. Die Medaille wurde Rumbewas im Jahr 2017 überreicht.
Rumbewas, die schon während ihrer aktiven Laufbahn unter epileptischen Anfällen litt, starb im Januar 2024 im Alter von 43 Jahren im Regional General Hospital in Jayapura.